# Transporte intermodal de pasajeros

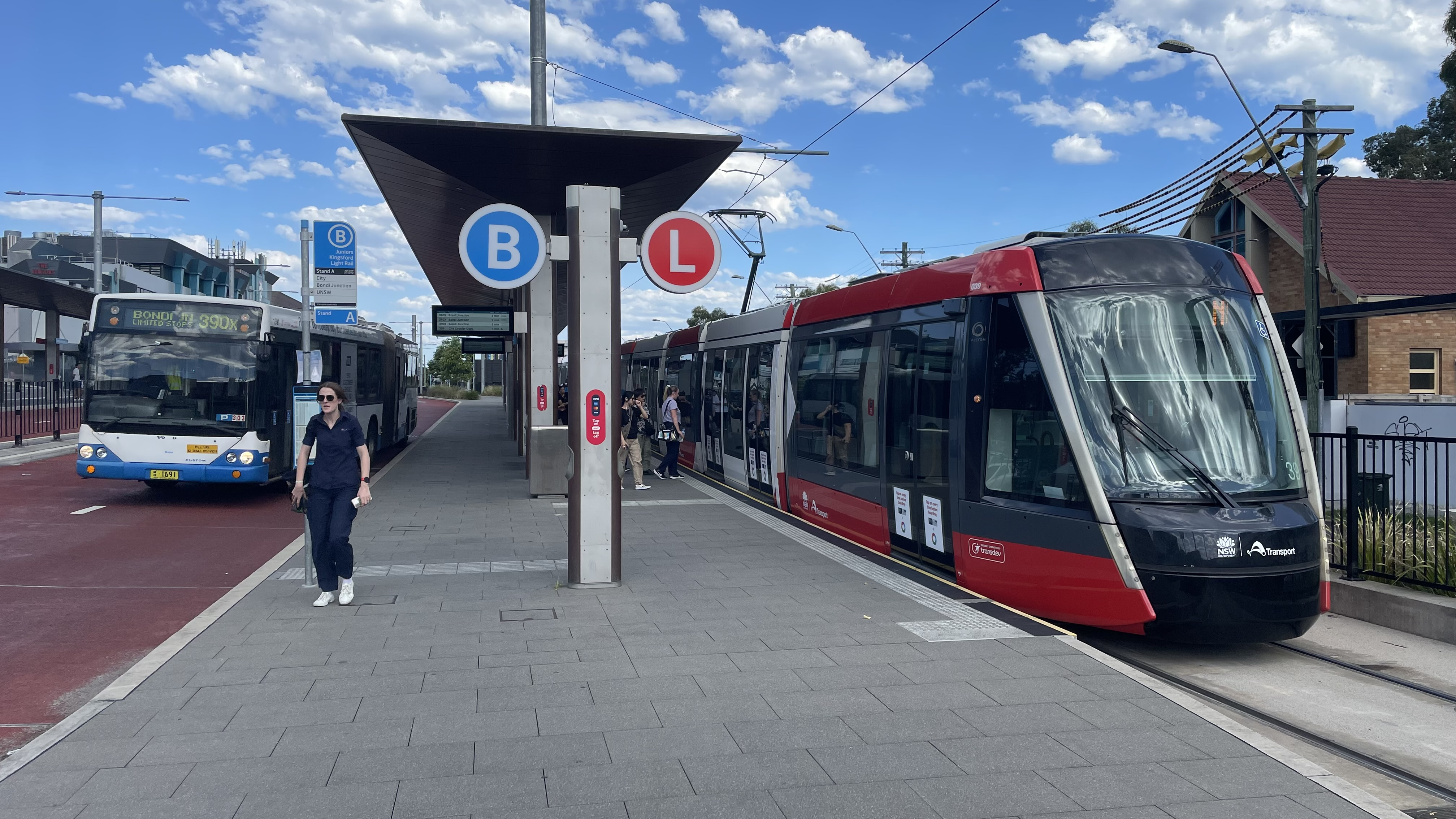
Parada de bus integrada junto a una estación de tren ligero en Sídney.

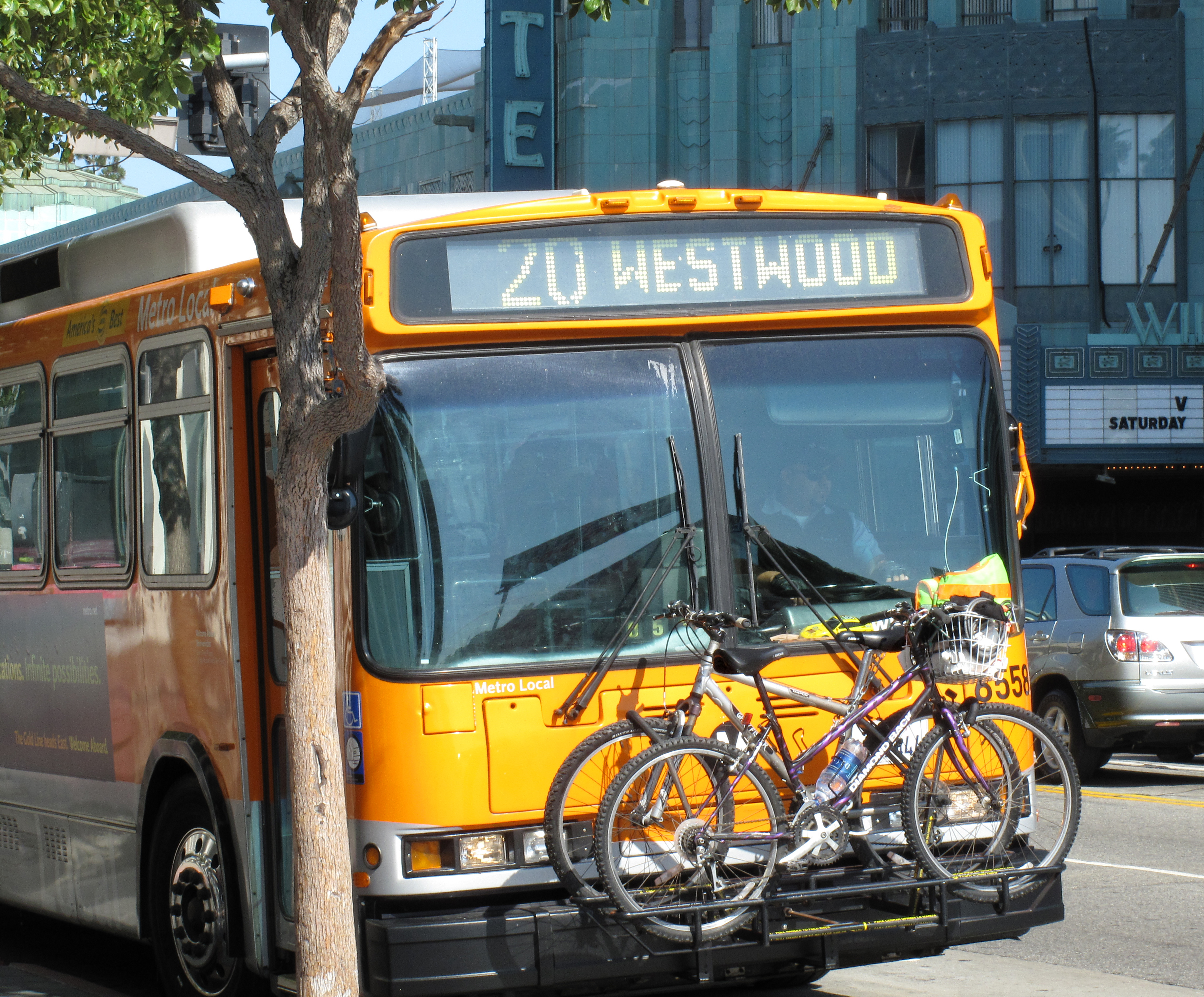
Dos bicicletas en una rejilla de un autobús de Los Ángeles Metro

El transporte intermodal de pasajeros, también denominado conmutaje de modo mixto, implica utilizar dos o más modos de transporte en un viaje. El modo mixto de conmutajese utiliza a menudo para combinar las fuerzas (y eliminar las debilidades) de varias opciones de transporte. Un objetivo importante del moderno transporte intermodal transporte de pasajeros es reducir la dependencia del automóvil como modo importante de transporte por tierra y aumentar el uso del transporte público. Para asistir al viajero se han puesto en marcha varios planificadores de viajes intermodales como Rome2rio y Google Transit.
El conmutaje de modo mixto a menudo se centra en un tipo de  tránsito o transporte rápido, como el tren regional o de cercanías, al que se añaden opciones de baja-velocidad (i.e. autobús, tranvía, o bicicleta) al principio o al final del viaje. Los trenes ofrecen tránsito rápido desde un suburbio a un casco o centro urbano, donde los pasajeros pueden escoger una manera de completar el viaje. La mayoría de modos de transporte siempre han sido utilizados intermodalmente; por ejemplo, las personas han utilizado la carretera o el ferrocarril urbano para ir a un aeropuerto o estación de ferrocarril interregional.

## Transporte multimodal de viajeros

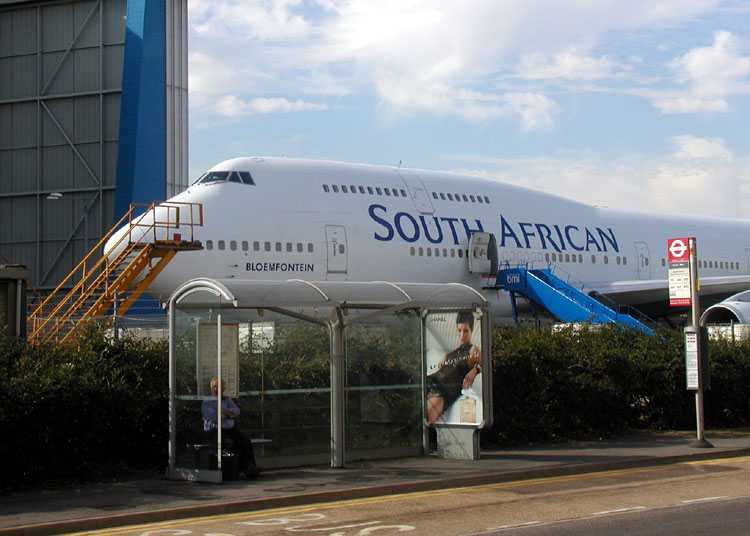
Una parada de autobús dentro del Aeropuerto de Londres-Heathrow, Inglaterra.

En el ámbito del transporte de pasajeros, el transporte multimodal -en principio, mediante la combinación de transporte aéreo y transporte terrestre- está siendo promovido extensamente desde Bruselas por las autoridades comunitarias.
La Unión Europea ha  declarado públicamente su apoyo por la innovación y la investigación en torno a los viajes multimodales: básicamente, este tipo de viaje emplea distintos modos de transporte para conseguir una a experiencia viajera puerta a puerta ininterrumpida, al tiempo que supone un objetivo clave por su potencial parta reducir el impacto en el medio ambiente del transporte , descongestionar las ciudades y reducir su contaminación.  Los servicios de movilidad digital multimodal, como las aplicaciones de «la movilidad como servicio» (MaaS), los planificadores de rutas o los proveedores de reservas y billetes ayudan al viajero a comparar diversas posibilidades de viajes, conexiones y precios y, en algunos casos, facilitan la compra de productos de movilidad.
La Comisión Europea encargó en 2013 un estudio para determinar si los viajes multimodales eran una opción viable desde el punto de vista tecnológico. Se encargó el proyecto a un consorcio industrial seleccionado por la propia CE (Dirección de Movilidad y Transportes), denominado  Allways Travelling (AWT) para desarrollar y presentar con éxito una prueba de concepto con vistas a la creación de un sistema digital que permitiese la reservas, emisión de billetes y realización de pagos en un corredor específico europeo. Este consorcio estuvo formado por diferentes agentes del sector: Amadeus, BeNe Rail, IATA, Thales, UNIFE y Zeppelin University.  El estudio, dirigido por la empresa tecnológica Amadeus, acabó demostrando que sí era factible una plataforma común para la reserva de este tipo de viajes.
Considerando la multimodalidad como una solución eficiente y sostenible a varios problemas que tienden a empeorar, la Comisión Europea ha lanzado una consulta sobre este aspecto a la ciudadanía. La CE aboga por no utilizar el avión en viajes intra-europeos de menos de 500 km, de ahí que la multimodalidad sea una herramienta clave. Otros proyectos, como el de Modus, financiado por Bruselas y que concluirá en noviembre de 2022, buscan analizar el desempeño del sistema general de transportes dentro de un enfoque integrado y multimodal mediante el estudio de cómo se comporta la oferta y la demanda de los viajeros y los determinantes que condicionan su elección del modo de transporte que emplearán. Para este grupo, los impulsores del futuro sistema multimodal  de viajes  en Europa serán sociales, tecnológicos, económicos, medioambientales, políticos y de movilidad; y en este sentido, va a ser crucial enfocarse en las reglamentaciones y en el pasajero, sin perder de vista que los datos serán los grandes facilitadores de este proceso. 

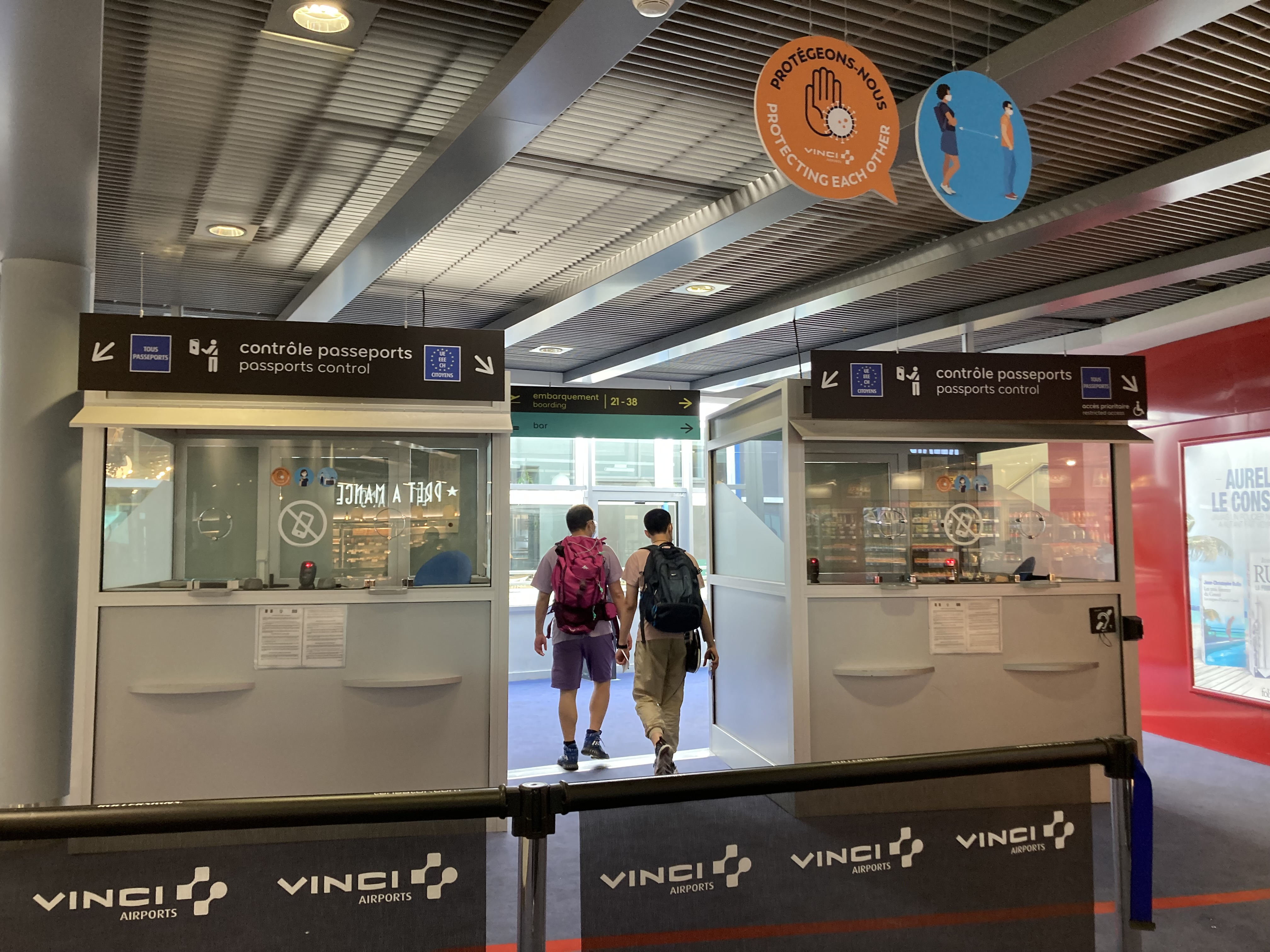

Los viajes multimodales – no se deben confundir con intermodales -, implican utilizar distintos modos de transporte para un mismo itinerario y todos bajo un mismo contrato con el viajero. ¿Hasta qué punto pueden las cadenas de suministro de viajes integrar los servicios de viaje intermodal (una búsqueda, un billete, una compra a través de un clic)? La integración parece ir desarrollándose de forma paulatina. La Unión Europea declaró el año 2018 como el de la multimodalidad para respaldar la tecnología de ventanilla única que haga posible esta visión del futuro.
Iniciativas como la de Shift2Rail y Amadeus iban en este sentido: “Para lograr una experiencia de viaje multimodal completa, los clientes deben poder planificar fácilmente y comprar viajes de puerta a puerta. Las soluciones sin billete o multi-aplicación que garanticen la interconectividad, independientemente de dónde se desplace el viajero. El desarrollo de una infraestructura verdaderamente multimodal, que permita intercambios sencillos y fluidos, incluso entre diferentes modos de transporte (ferrocarril urbano y regional, transporte aéreo, transporte por carretera, bicicleta y a pie) debe hacer que los transbordos sean fáciles, cómodos y fiables. Por ello, los horarios deberían estar de transporte para permitir una mejor integración modal y minimizar las molestias de los viajeros. los inconvenientes de los viajeros”.
Las pioneras fueron las empresas de cruceros, que desde comienzos del siglo XX, ya ofrecían la conexión vía aérea o ferroviaria hasta los puertos desde donde zarpaban sus barcos. Más recientemente, aerolíneas y ferrocarriles están practicando una oferta básica del viaje multimodal y brindan al viajero la opción de reservar un viaje con un segmento del mismo en ferrocarril y otro a bordo de un avión. Algunas empresas de autocares como ALSA y compañías de alquiler de turismos, autobuses, minibuses y minivans como AVANZA también se han sumado a este enfoque.  En Francia, SNCF y TGV, la línea ferroviaria de alta velocidad,  tienen acuerdos similares . Lo mismo ocurre en Alemania, con Lufthansa y Deutsche Bahn, y también en Suiza con estos servicios combinados que son el embrión de la multimodalidad en los viajes de pasajeros.